# 1966 في السعودية
تحتوي هذه المقالة على أهم الأحداث التي شهدتها السعودية في 1966، إضافة إلى أهم الشخصيات السعودية التي وُلدت أو تُوفيت في هذه السنة.

## السياسة

### الحكم
الملك: فيصل بن عبد العزيز آل سعود

## أحداث
- تأسيس المؤسسة العامة للخطوط الحديدية.
- قيام وزير الدفاع سلطان بن عبد العزيز بالتعاقد وذلك بخصوص شراء معدات للدفاع الجوي وبعض الطائرات البريطانية والأمريكية.[1]

### يناير
- 27: قيام الملك فيصل بزيارة إلى الأردن ضمن جولته للدعوة إلى مؤتمر وميثاق إسلامي.[1]

### مارس
- 25: افتتاح المعهد العالي للقضاء.[2]

### يونيو
- 20: قيام الملك فيصل بزيارة إلى الولايات المتحدة.[1]

### أغسطس
- 17: عمل اجتماع في الكويت بين ممثلي الملك فيصل والرئيس المصري جمال عبد الناصر.[1]

## مواليد
- مهدي الحكمي، أديب وشاعر.[3]

### أكتوبر
- 9: خالد الحربي، ممثل وكاتب.[4]
- 15: محيسن الجمعان، لاعب كرة قدم.[5]
- 16:
  - عبد الرحمن الجروان، حكم كرة قدم.
  - إبراهيم اليعقوب، متورط في عملية تفجير أبراج الخبر.[6]